# Dornier Do 24

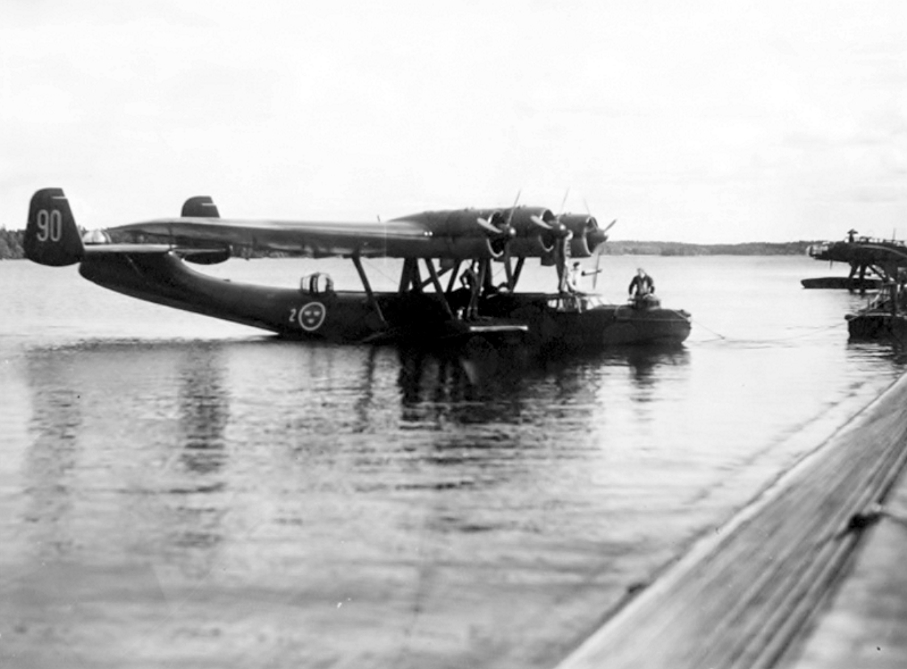
Dornier Do 24, som Tp 24, i Svensk tjänst.

Dornier Do 24 var en tremotorig tysk flygbåt.
Dornier Do 24 flög första gången 3 juli 1937 och serieproduktionen inleddes i november 1937. Flygbåten konstruerades efter en beställning från holländska Marine Luchtvaart Dienst som önskade ersätta sina Dornier Wal flygbåtar. 
Fram till 1940 levererades elva flygbåtar från Dornier-Werke GmbH medan ytterligare 26 tillverkades på licens i Holland av De Schelde och Aviolanda. Efter att Tyskland invaderat Holland fortsatte den holländska tillverkningen för Luftwaffes räkning. 
Totalt tillverkades 140 stycken Do 24 i Holland för Luftwaffe. 1941 startade en produktion av Do 24 vid Potez-CAMS-fabriken i Sartrouville i Frankrike, som tillverkade 60 flygbåtar. Några av dem var i tjänst fram till 1955 i det franska marinflyget. 
Vingen var monterad på stöttor över flygkroppen, och stjärten avslutades med en stabilisator med dubbla fenor. Flygegenskaperna var ovanligt goda för att vara en flygbåt, den klarade till och med mindre sjögång både vid start och landning.
Beväpningen utgjordes av en 7,92 mm MG 15 kulspruta i ett torn framför cockpit samt ytterligareen MG 15 i ett stjärttorn. Mitt på flygkroppen bakom vingen fanns ett torn med en 20 mm MG 151/20 eller en 30 mm MK 103 automatkanon. Under vingarna kunde tolv 50-kilosbomber placeras i speciella bombställ.
Efter andra världskriget fortsatte produktionen i Spanien men då av varianten CASA. I Spanien togs Do 24 ur tjänst 1967. 
Totalt tillverkades 294 stycken Do 24.

## Användning i Sverige
Mellan åren 1945 och 1951 ingick Dornier Do 24 i Flygvapnet och benämndes Tp 24.
Under andra världskriget landade två stycken Dornier Do 24 i Sverige. Det ena flygplanet utlämnades efter kriget till Sovjetunionen medan det andra kom att tjänstgöra i Flygvapnet med övervaknings-, spanings- och sjöräddningsuppgifter över Östersjön. 
Luftwaffes flygbåt CM+RY landade 31 oktober 1944 vid Hällevik söder om Sölvesborg. Ombord fanns två flyktingar, en tysk flygmekaniker och en estnisk kvinna. Flygplanet, som var nästan nytt, kom från en tysk sjöräddningstation vid Nest. Efter instruktioner från den tyske föraren flögs det ner till Karlskrona för undersökning. Den tyske flygattachén Peter Riedel och flygingenjören Sefeldt besiktigade flygbåten den 7 november 1944 och en gemensam besiktningsrapport upprättades. 
Förhandlingar inleddes med de tyska myndigheterna om ett köp av flygbåten. I januari 1945 köpte Flygvapnet flygbåten för 250 000 kronor genom en omväg över firma AB Industridiesel. 
Flygbåten förflyttades till CVV där en fullständig översyn, ommålning och märkning genomfördes, för att i maj 1945 placeras vid Roslagens flygflottilj. Den variant som Flygvapnet använde var obeväpnad.
När Consolidated Model 28 Catalina kom i aktiv tjänst degraderades Do 24 till rena övervakninguppgifter. Flygbåten mönstrades ut 1951 och skrotades vid CVV.

## Varianter
- CASA
- K  - Första serieversionen
- N
- T
- V3 - Första flygplanet som flög